# Sainte-Céronne-lès-Mortagne
Sainte-Céronne-lès-Mortagne ist eine französische Gemeinde mit 249 Einwohnern (Stand: 1. Januar 2022) im Département Orne in der Region Normandie; sie gehört zum Arrondissement Mortagne-au-Perche und zum Kanton Mortagne-au-Perche. Die Einwohner werden Céronnais genannt.

## Geographie
Die Gemeinde Sainte-Céronne-lès-Mortagne liegt im Regionalen Naturpark Perche, sechs Kilometer nördlich von Mortagne-au-Perche und etwa 41 Kilometer ostnordöstlich von Alençon. Der Ort wird vom Bach Hoëne durchquert. Umgeben wird Sainte-Céronne-lès-Mortagne von den Nachbargemeinden Soligny-la-Trappe im Norden, Tourouvre au Perche im Osten, Saint-Hilaire-le-Châtel im Südosten und Süden, Bazoches-sur-Hoëne im Südwesten sowie Saint-Ouen-de-Sécherouvre im Westen und Nordwesten.

## Bevölkerungsentwicklung
| Jahr                       | 1962 | 1968 | 1975 | 1982 | 1990 | 1999 | 2006 | 2013 | 2021 |
| -------------------------- | ---- | ---- | ---- | ---- | ---- | ---- | ---- | ---- | ---- |
| Einwohner                  | 305  | 291  | 273  | 233  | 241  | 255  | 281  | 262  | 247  |
| Quellen: Cassini und INSEE |      |      |      |      |      |      |      |      |      |

## Sehenswürdigkeiten
- Kirche Sainte-Céronne aus dem 12. Jahrhundert, Monument historique
- Kapelle Saint-Marcel aus dem 19. Jahrhundert
- Pfarrhaus, 1635 erbaut, seit 2008 Rathaus
- Turmhügelburg aus dem 11. Jahrhundert (Monument historique) und Herrenhaus von Plessis-Poix
- Ruine der Kapelle Saint-Jean in Poix

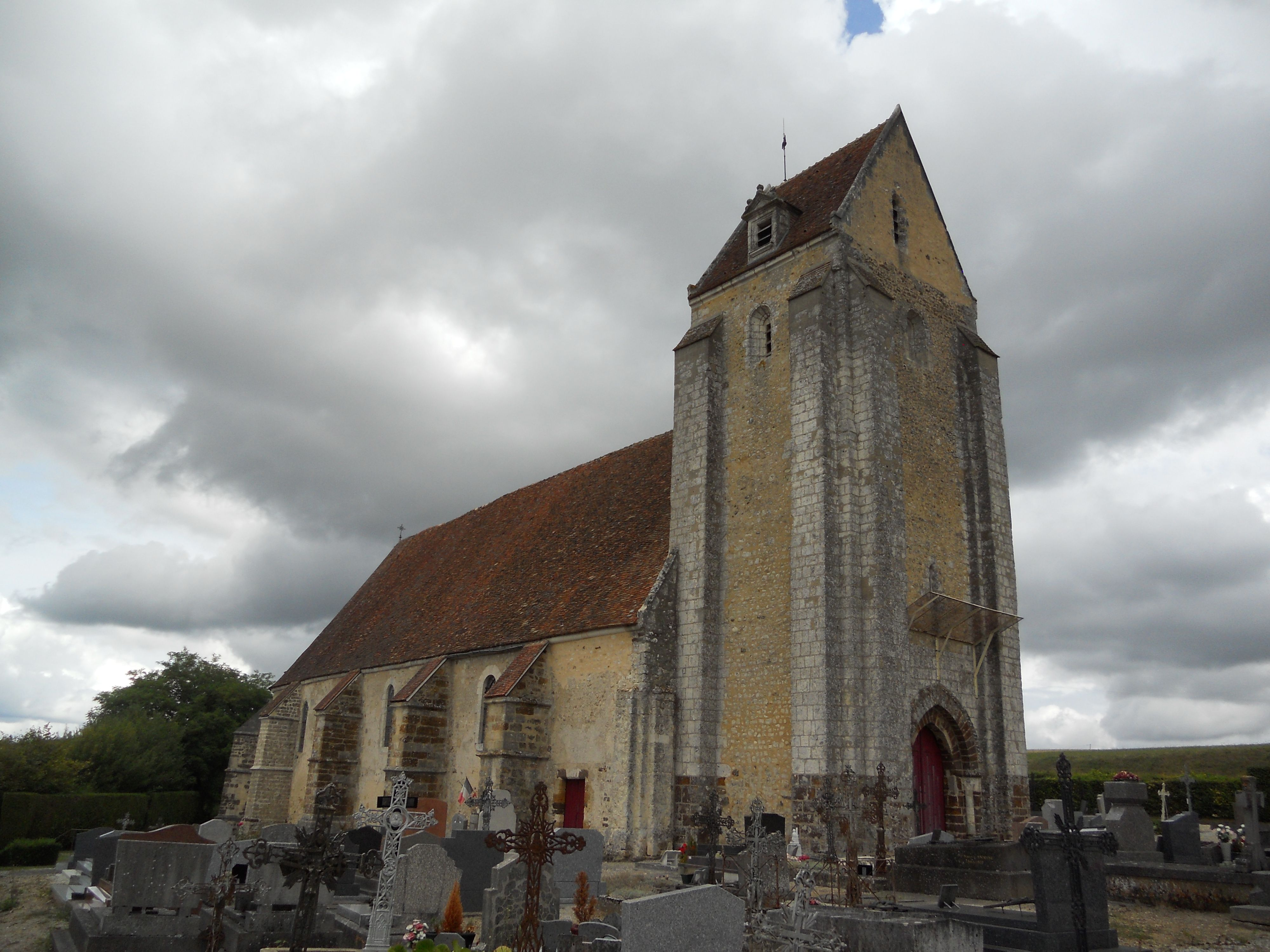
Kirche Sainte-Céronne
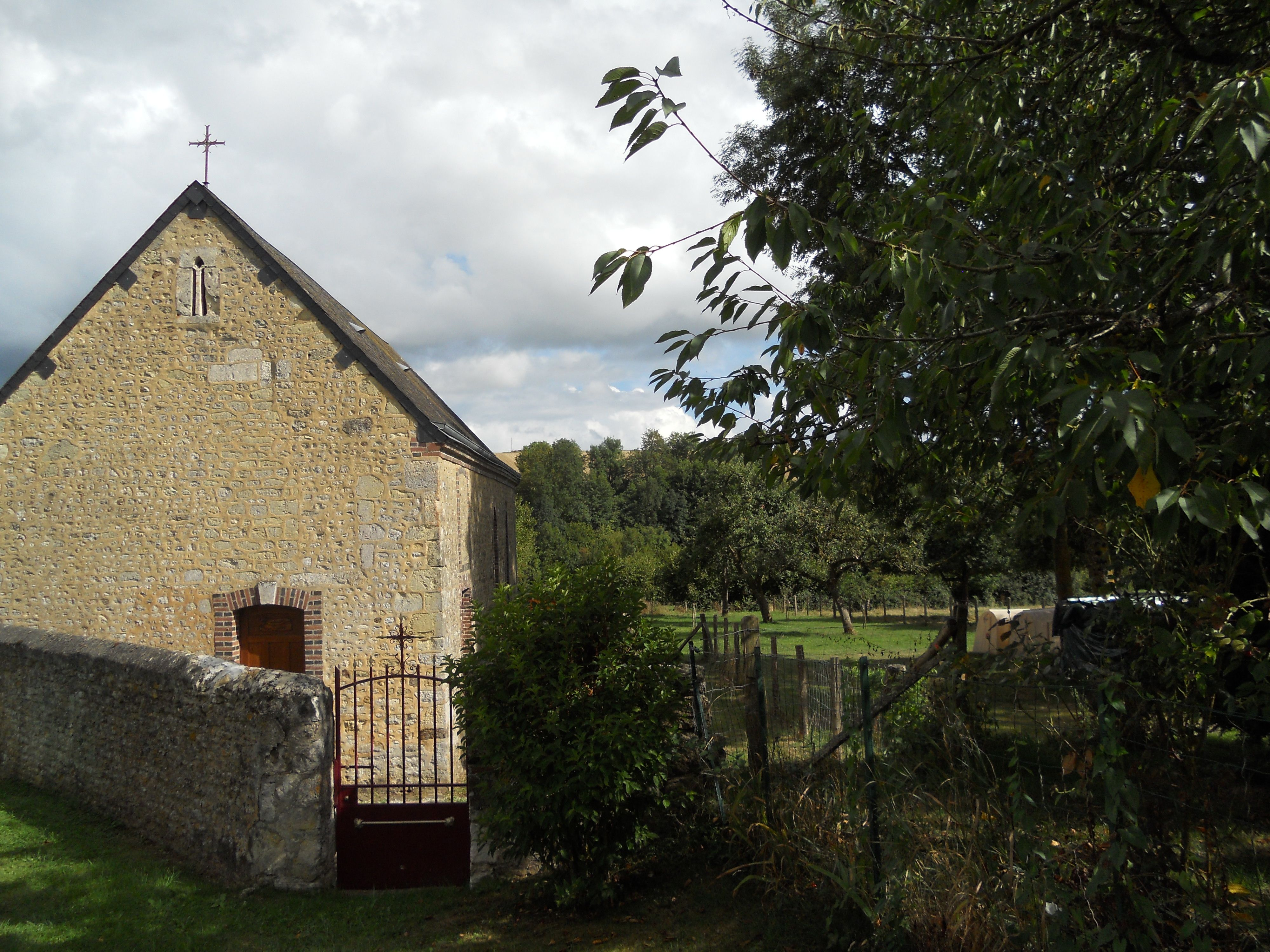
Kapelle Saint-Marcel
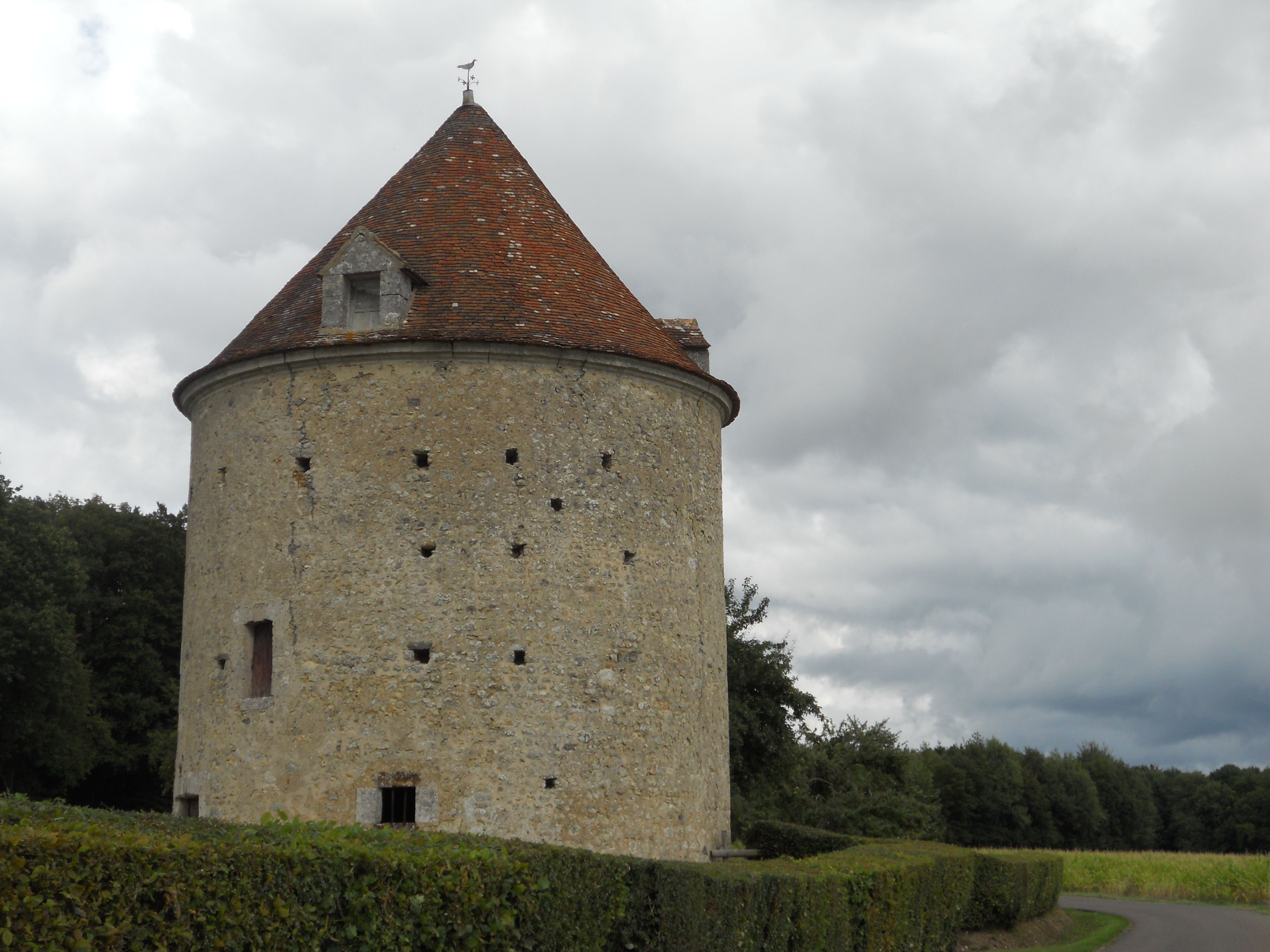
Reste der Turmhügelburg, überbaut mit einem neuzeitlichen Turm

## Gemeindepartnerschaft
Mit der französischen Gemeinde Corneilhan im Département Hérault besteht seit 1898 eine Partnerschaft.